# Doyle (Wisconsin)
Doyle es un pueblo ubicado en el condado de Barron en el estado estadounidense de Wisconsin. En el Censo de 2010 tenía una población de 453 habitantes y una densidad poblacional de 4,91 personas por km².

## Geografía
Doyle se encuentra ubicado en las coordenadas 45°30′31″N 91°36′5″O / 45.50861, -91.60139. Según la Oficina del Censo de los Estados Unidos, Doyle tiene una superficie total de 92.25 km², de la cual 92.25 km² corresponden a tierra firme y (0%) 0 km² es agua.

## Demografía
Según el censo de 2010, había 453 personas residiendo en Doyle. La densidad de población era de 4,91 hab./km². De los 453 habitantes, Doyle estaba compuesto por el 98.68% blancos, el 0.22% eran afroamericanos, el 0% eran amerindios, el 0.22% eran asiáticos, el 0% eran isleños del Pacífico, el 0.88% eran de otras razas y el 0% pertenecían a dos o más razas. Del total de la población el 0.88% eran hispanos o latinos de cualquier raza.